# Tiszafaiújbánya
Tiszafaiújbánya (románul: Baia Nouă, csehül: Ujbánie vagy Nové doly) bányásztelepülés Romániában, a Bánságban, Mehedinți megyében, az Almás-hegységben.

## Nevének eredete
A helységnévrendezéskor Tiszafa község kérte az Újbánya nevet, de az azonos nevű Bars vármegyei (ma Szlovákiában fekvő) Újbányára tekintettel nem adták meg neki. A nevet csehül is így használják.

## Története
Jó minőségű feketekőszén-telepeit 1840-ben kezdték kitermelni. A lelőhelyet Szöllösy Albertintől 1872-ben a Lyall et Comp. vette bérbe és 1874-re 56 ezer mázsára emelte a kitermelést. A bányánál 1867-ben harminckét fő, 1879-ben 75 férfi, négy nő és 24 gyermek dolgozott. 1889-ben az angolok a telepek kihasználására létrehozták a The Danube Collieries and Minerals Company Ltd. nevű társaságot, amelytől a századvégen az osztrák Beocsini Cementgyári Unió vette át.
A bányatelep a 20. század első harmadában vált ki Tiszafából. 1948 és 1994 között azbesztet és krómércet is bányásztak benne. Akkor kisvasút szállította a kitermelt ásványkincseket a Dunáig, amelyet később megszüntettek. A bánya két aknájának legnagyobb mélysége 240 méteres volt. A termelést fokozatosan lecsökkentették. 2006. augusztus 7-én két bányász meghalt egy tárnaomlásban. Ezután a kétszáz alkalmazottból száznyolcvan felmondott, és a bányát bezárták.

## Népessége
- 1910-ben 283 lakosából 125 volt cseh, 99 román, 32 német és 26 magyar anyanyelvű; 169 római katolikus, 100 ortodox és 9 zsidó vallású.
- 1992-ben 307 lakosából 183 volt cseh, 116 román és 6 szerb nemzetiségű; 189 római katolikus és 118 ortodox vallású.

## Külső hivatkozások
- Tiszafa webhelye (csehül)
- Fényképek a www.karpatenwilli.com webhelyen (németül)